# 格雷戈里·斯卡帕
老格雷戈里·斯卡帕（英語：Gregory Scarpa Sr.，1928年5月8日—1994年6月4日），绰号“死神”（The Grim Reaper）、“疯帽子”（The Mad Hatter），是哥倫布犯罪家族的角頭（capo）和殺手，同时也是联邦调查局（FBI）的线人。在1970年代到1980年代，斯卡帕是哥倫布黑手党老大卡迈·波斯科手下的主要犯罪執行者和老練殺手。聯邦調查局确信他谋杀了至少100人。他在1993年被判終身監禁，1994年6月4日去世。

## 生平简介
斯卡帕的父母，萨尔瓦多和玛丽，是第一代移民，来自意大利莫塔迪利文扎市洛伦泽加（Lorenzaga）的一个贫困村庄。哥倫布黑手党成員萨尔瓦托雷·斯卡帕是斯卡帕的哥哥，是他将斯卡帕介绍给了哥倫布家族。 
20世纪50年代，斯卡帕娶康妮·福雷斯特（Connie Forrest）为妻，並育有一个女儿和三个儿子；其子小格雷戈里·斯卡帕（Gregory Scarpa Jr.）跟随他父親的步伐加入哥倫布家族，最后成为了分支头目。斯卡帕和福雷斯特在1973年離婚。 他和女友琳达·席洛（Linda Schiro）也保持了30年的关系，生下了两个孩子——约瑟夫和琳达。 据称，斯卡帕在50年代加入哥倫布家族。
斯卡帕穿着时髦，习惯在兜里带着5,000美元，用于采购和贿赂。他经常使用曼哈顿萨顿区的公寓，并在佛罗里达的辛格岛（Singer Island, Florida）、斯塔腾岛（Staten Island）、纽约布鲁克林和拉斯维加斯拥有房产。其权力、狡诈和残忍为他赢得了绰号“死神”，并帮助他在很多年里逃脱起诉。席洛后来说，斯卡帕有时会在受害人的寻呼机上留下数字“666”，那是圣经中的獸名數目。
作为一名职业罪犯，斯卡帕最终成为哥倫布犯罪家族的分支头目，同时还是“懦弱男孩社交俱乐部”（Wimpy Boys Social Club）的所有人。斯卡帕参与非法赌博、放高利贷、敲诈勒索、抢劫、伪造信用卡、殴打、偷窃股票债券、毒品业和谋杀。今天许多最高级别的哥倫布犯罪家族成员都是斯卡帕的组员。 1962年3月，斯卡帕因持械抢劫被捕。为了逃避起诉，斯卡帕同意作为卧底线人为联邦调查局工作，由此他展开了和聯邦調查局的30年的合作关系。

### 密西西比民权工作者
1964年的夏天，根据席洛的说法和其他相关来源，密西西比联邦调查局的探员们找来斯卡帕，让斯卡帕帮助他们寻找失踪的民权工作者：安德鲁·古德曼（Andrew Goodman）、詹姆斯·钱尼（James Chaney）和迈克尔·史威纳（Michael Schwerner）。联邦调查局确信这三个人已经被谋杀，但是还找不到他们的尸体。特工们认为斯卡帕可以使用一些探员们不被允许的非法审讯手段，这或许有助于从嫌犯那里得到一些信息。据说，斯卡帕一到密西西比，当地的联邦调查局探员要为他提供枪支和金钱，作为那些信息的报酬。斯卡帕和一位探员据称用手枪柄殴打和绑架劳伦斯·伯德（Lawrence Byrd），一位电视销售员和地下三K党成员，将他从桂冠街区（Laurel）的商店带到了当地的军事基地——谢尔比营（Camp Shelby）。在谢尔比营，斯卡帕狠狠地殴打了伯德，并把枪管卡在了他的喉咙里。最终受到惊吓的伯德向斯卡帕透露了民权工作者们尸体的位置。
联邦调查局从未正式确认斯卡帕的“故事”。此外，该说法与调查记者杰里·米切尔（Jerry Mitchell）和伊利诺伊州高中老师巴里·布拉德福德（Barry Bradford）的证词相矛盾。他们声称，是密西西比公路巡警梅纳德·金（Maynard King）从匿名第三方获取信息之后，将民权工作者死亡的位置告诉了联邦调查局探员约瑟夫·沙利文（Joseph Sullivan）。

1966年1月，根据斯卡帕的申述，他第二次帮助了密西西比的联邦特工调查弗农·达默（Vernon Dahmer）的谋杀案（他被三K党在火灾中设计致死）。在这第二次的经历之后，斯卡帕和联邦调查局在行动报酬方面产生了尖锐的矛盾与不和，随后联邦调查局放弃了斯卡帕作为机密线人。 

### 联邦调查局线人
1980年,联邦探员林德利·维克沃（Lindley DeVecchio）成为斯卡帕的联系人和管理上司，再次展开他和联邦调查局的合作。早先的5年里，斯卡帕拒绝和联邦调查局联系，但维克沃劝说他再度合作。小格雷戈里、琳达·席洛和联邦检察官不久后宣称，斯卡帕和维克沃之间有大量非法交易。斯卡帕说，他给维克沃提供现金、珠宝、其他礼物以及哥倫布家族值得怀疑的有关信息。作为回报，据说维克沃让斯卡帕免受逮捕，并向其提供第三次哥倫布家族内斗中他的敌人的信息。
据报告，这些年里联邦调查局支付给斯卡帕15.8万美元作为酬劳。根据其暴徒同伙的话，斯卡帕经常拿执法部门一位给他提供信息的女性友人来开“女朋友”的玩笑。十年来，维克沃经常在一所公寓或是联邦调查局提供的酒店房间里与斯卡帕单独见面。维克沃是斯卡帕晚餐餐桌上的常客，有一次从斯卡帕那儿得到一个大头娃娃（Cabbage Patch doll）作为礼物，这个娃娃并不常见。维克沃手下的一些探员对两人之间的“紧密”联系感到担心，当时很快就向局里的高层报告了这个现象。
1985年，联邦检察官以信用卡诈骗起诉斯卡帕。在斯卡帕服罪之后，检察官请求法庭给他巨额罚款和监禁刑罚。然而，维克沃向法官递交了一份备忘录，上面列举了所有斯卡帕对联邦调查局做出的贡献。最终，法官判处斯卡帕5年缓刑和1万美元的罚款，这几年他不必在监狱度过。哥倫布家族的成员们对斯卡帕的轻判并不感到惊讶，一些人开始怀疑，他是否在为政府工作。

### 感染艾滋病
1986年，斯卡帕被诊断患有艾滋病（人类免疫缺陷病毒）。当年在布鲁克林的胜利纪念医院（Victory Memorial Hospital）接受了紧急的溃疡手术后，斯卡帕收到了一些来自家人和同伴的血液捐献。斯卡帕拒绝了医院血库的血液，因为他担心这些血液有可能来自他所鄙视的非裔美国人。最后他得到了黑帮保罗·迈勒（Paul Mele）的血液——一位滥用类固醇的健美爱好者。迈勒通过受污染的针头接触到了艾滋病病毒，并在输血过程中传染给了斯卡帕。
在曼哈顿西奈山医院（Mount Sinai Hospital）进行的手术中，斯卡帕摘除了他的胃。1992年8月30日，斯卡帕收到了民事法院结算的30万美元，以补偿他的第一次手术，包括胜利纪念医院的工作疏忽。斯卡帕的病已经发展成艾滋病，他和他的亲人们声称他正在忍受癌症的煎熬。

### 暗杀未遂与报复行动
1991年，哥倫布家族的叛徒维克多·奥瑞纳（Victor Orena）的支持者们试图杀死斯卡帕。1991年的早些时候，被囚禁的哥倫布头目卡迈·波斯科与代理老大维克多·奥瑞纳之间的竞争升级为暴力冲突。波斯科的忠诚追随者企图在奥瑞纳布鲁克林的家中对其进行暗杀，但以失败告终。作为报复，奥瑞纳决定谋杀斯卡帕——波斯科最强有力的拥趸之一。1991年11月18日，斯卡帕正在布鲁克林驾驶，后面跟着他的女儿和孙子，被两辆汽车挡停。数个职业杀手拔出枪从车上下来，并聚集在斯卡帕的车旁边。但是，斯卡帕驾驶车辆撞倒了路上的障碍物并成功从伏击中逃脱。在这起事件中有一些旁观者受伤，但斯卡帕和他的亲人安全逃离。
在波斯科与奥瑞纳为期七个月的冲突中，斯卡帕担任了波斯科的战事指挥官。尽管大病之后稍显虚弱，斯卡帕依然坚持沿着布鲁克林U大道（Avenue U）巡视，在俱乐部和酒吧找寻奥瑞纳的支持者。他尤其警惕奥瑞纳的忠心下属威廉·库托洛（William Cutolo），这个男人曾经组织暗杀他和他的家庭，一度激怒了斯卡帕。在接下来的几周时间里，斯卡帕和他的同伙杀死了吉诺维斯犯罪家族（Genovese）的黑帮托马斯·阿马托（Thomas Amato，错误的杀害）和奥瑞纳的支持者，罗萨里奥·娜塔莎（Rosario Nastasa）、文森特·菲沙罗（Vincent Fusaro）和詹姆斯·马尔皮索（James Malpiso）。据称斯卡帕开枪射杀了菲沙罗，那时他正在家中悬挂着圣诞灯。

### 监禁与死亡
1992年，斯卡帕的艾滋病事件起诉的最后解决方案是向其家庭赔付30万美元。 同年，当斯卡帕为了他的医疗官司出现在纽约民事法庭上时，他因为违反国家枪支法被捕。不久，斯卡帕因联邦诈骗罪被控告，并涉嫌三起谋杀案。
1992年12月29日，处于电子感应监视设备软禁之下的斯卡帕，在与其他黑帮的枪战中失去了一只眼睛。两位卢凯塞（Lucchese）犯罪家族的成员，迈克尔·德罗萨（Michael DeRosa）和罗纳德·莫朗（Ronald Moran），在毒品交易中恐吓了斯卡帕的孙子乔伊·斯卡帕（Joey Scarpa）。听到消息的斯卡帕从床上爬起来，带着乔伊驾车来到德萨罗家，向他开了两枪。莫朗予以还击，击伤斯卡帕的眼睛。回到家之后，据说斯卡帕倒了一些苏格兰威士忌在他的伤口上，确认一切并无大碍，然后去了医院。检察官撤销了斯卡帕的软禁，将他关进监狱。
到1993年，斯卡帕一只眼睛已经瞎了，身材枯瘦，健康状况很不理想。1993年5月6日，斯卡帕对那三起谋杀案和其他阴谋表示服罪。 1993年12月15日，斯卡帕被判处联邦终生监禁。这个判决随后因斯卡帕糟糕的身体状况减少到了十年。 1994年6月4日，老格雷戈里·斯卡帕因艾滋病并发症死于联邦医疗中心（Federal Medical Center，FMC）。

### 余波
斯卡帕的线人身份只在1995年，在对奥瑞纳派7个成员的一次诈骗、谋杀案的审讯中被披露。当时，作为政府目击证人的前哥倫布家族参谋卡迈·塞萨（Carmine Sessa）告诉检察官，维克沃与斯卡帕之间有不正当的腐败关系。最终，检察官被迫承认维克沃可能向斯卡帕泄露了一些机密信息，包括成为告密者的前哥倫布成员。最后，律师提出，维克沃与斯卡帕之间的合作已经使那些反对的证据失去了准确性，因而19位奥瑞纳支持者的谋杀控告被取消，并且有人的案情完全反转。律师辩称， 维克沃给了斯卡帕一些消息，于是斯卡帕用以杀害奥瑞纳派的成员，这使得他的辩护人们所犯下的任何杀人行为成为一种自我防卫。
2006年3月30日，被从联邦调查局强制辞退（1996）的维克沃面临起诉——罪名是在20世纪80至90年代的四起谋杀案中，与斯卡帕及其他哥倫布黑帮相互串通。 随后政府案在琳达·席洛的证词面前有所搁置。来自报纸《乡村之声》（The Village Voice）的汤姆·罗宾斯（Tom Robbins）表明数年之前席洛接受过罗宾斯和杰里·凯佩西（Jerry Capeci）的采访，否认维克沃曾卷入这些事件。之后，席洛被取消了证人资格。 2007年11月1日，法官在检察官的请求下撤回了对维克沃的全部控告。